# ミケル・シトウ
ミケル・シトウ （Michael(Michel/Michiel/Miguel) Sittow 、1468年頃 - 1525年/1526年）は初期フランドル派の画家。レバル（現在のエストニア、タリン）出身で、画家としての生涯のほとんどをカスティーリャ女王イサベル1世やハプスブルク家などの宮廷画家としてスペイン、ネーデルラントで送った。シトウはこの時代でもっとも重要なフランドル派画家とみなされている
。

## 生涯
シトウは1468年か1469年にレバルの裕福な家庭に産まれた。父親はフランドル人で画家、彫刻家のクラベス・ファン・デル・シトウで、母親は富裕な商人の娘でスウェーデン系フィンランド人のマルガレーテ・モルナールである。三人兄弟の長男で、クラウス、ヤスペルの二人の弟がいた。
1479年から1482年まで父親のもとで絵画を学んでいたが1482年に父親が死去する。その後1484年から1488年にかけて、当時のネーデルラントでも屈指だったブルッヘのハンス・メムリンクの工房で学んだ。シトウはブルッヘのギルドではマスターの資格は得ていない。この頃からすでに肖像画家として生計を立てていたと考えられており、イタリアを訪れるために南方へと旅した記録が残っている。
シトウは1492年から、カスティーリャ女王イサベルの宮廷画家としてスペインのトレドで活動している。イサベルは学者や芸術家たちを複数の国から招聘していた。

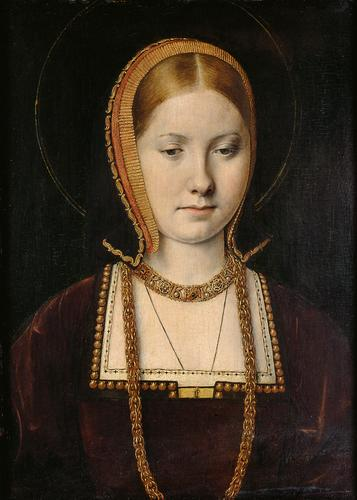
ウィーンの肖像画, 1503年頃（おそらくカタリーナ・デ・アラゴンの肖像）

シトウはイサベルの宮廷内で「Melchior Alemán （ドイツ人メルキオール）」として知られるようになったが、神聖ローマ帝国皇帝マクシミリアン1世やその娘マルグリット・ドートリッシュの書簡に書かれている「Mychel Flamenco（フランドル人ミケル）」という画家もシトウのことをさしていると考えられている。シトウはイサベルの宮廷内でもっとも多額の報酬を得ていた芸術家で、年間5万枚の金貨銀貨を受け取っていた。フアン・デ・フランデスがシトウについで高額の報酬を受け取っていたが、デ・フランデスの年俸は2万枚の金貨銀貨だった。シトウとデ・フランデスはイサベルのために共同で、イエスと聖母マリアの生涯を描いた一連の小さなパネル絵を作成している。
公式にはイサベルが死去した1504年までシトウが宮廷画家だったと記録されているが、実際はその2年前にスペインを離れていた。イサベルの娘フアナと結婚したハプスブルク家出身のフェリペ1世のために、おそらくフランドルで活動しており、サヴォイア公フィリベルト2世の肖像画を描いている。

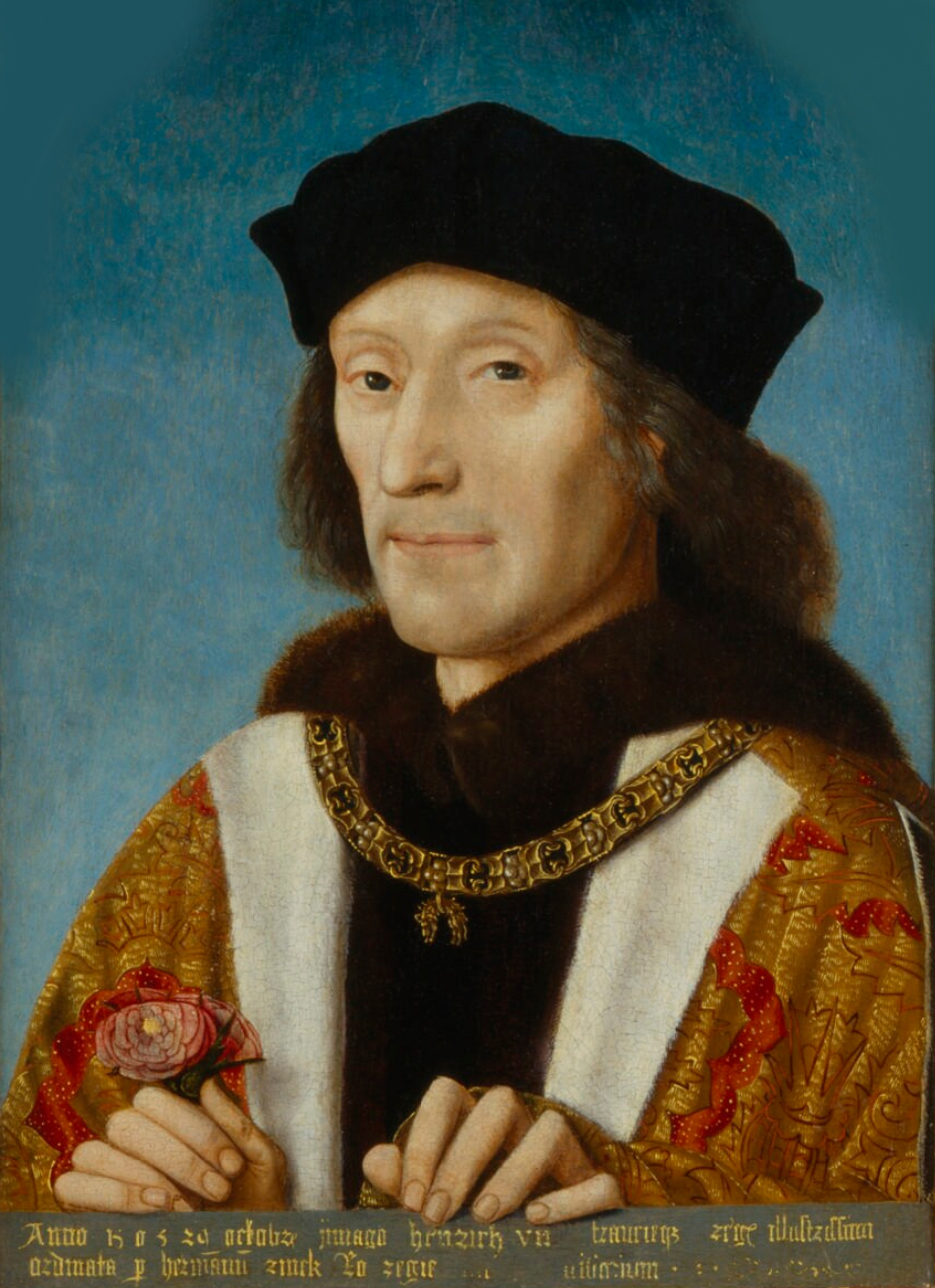
シトウの作品だと考えられているヘンリー7世の肖像画 (ナショナル・ポートレート・ギャラリー)

シトウは1503年から1505年にロンドンを訪れたとされるが、記録は残っていない。現在ロンドンのナショナル・ポートレート・ギャラリーが所蔵するイングランド王ヘンリー7世の肖像画はシトウの作品だと考えられている。この絵画は後にハンス・ホルバインらが君主の肖像画を描くときの手本となった作品であるが、本当にシトウが描いた絵画かどうかは不明となっている。また、ウィーンの肖像画に描かれているのが本当にカタリーナ・デ・アラゴンで、シトウがイングランドを訪れたときに描かれたのであれば、夫でヘンリー7世の王太子アーサーと死別した直後の肖像画になる。

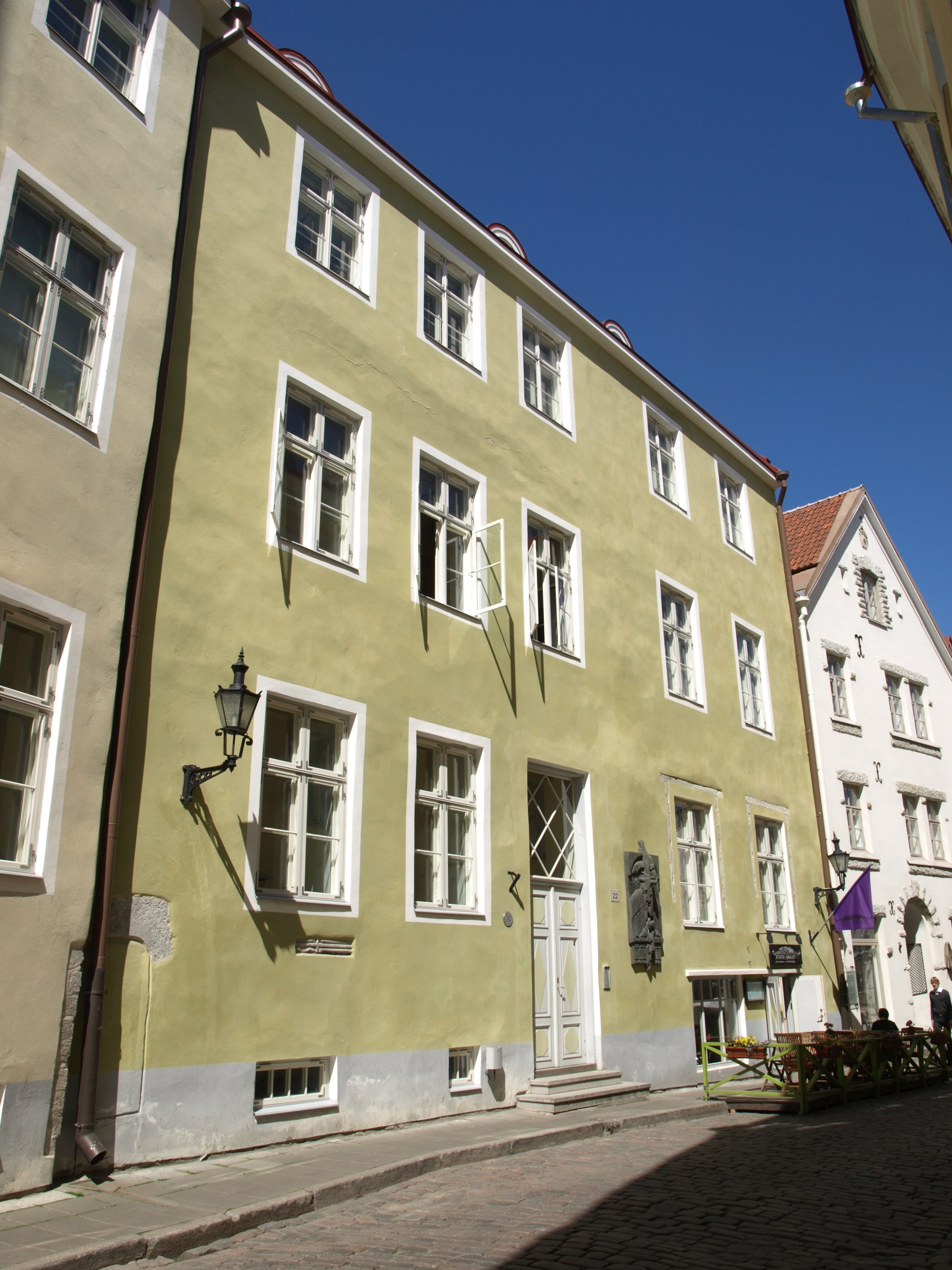
ミケル・シトウの生家

フェリペ1世は1506年に死去し、イサベルに続いてまたもパトロンを失ったシトウはレバルへと帰郷する。レバルには生まれ育った家があったが、シトウの母親と再婚したガラス職人ディデリック・ファン・カテウィクが、母親が死去した1501年以来、その家を押収していた。ファン・カテウィクは1501年にブラバントに滞在しており、シトウに対して財産分与の申し出たが、後にこれを撤回した。シトウはレバルの裁判所に財産相続を訴えたが却下され、さらにリューベックの裁判所に上告した。この裁判はシトウが勝訴したが、両親の家はファン・カテウィクが死去する1518年まで、正式には取り戻すことが出来なかった。
シトウは1507年に地元の芸術家ギルドの一員となり、1508年に結婚した。シトウはすでにヨーロッパで名声を確立していたが、ギルドでは職人としてでしか登録されず、マスターとして認められるためには優秀な作品を描く必要があった。シトウはさまざまな注文をこなし、フィンランドのシウンチオ聖ペテロ教会にも絵画を納めている。
1514年にシトウはデンマーク王クリスチャン2世の肖像画制作のためにコペンハーゲンに招かれる。この肖像画はクリスチャン2世の婚約者でカスティーリャ女王イサベルの孫娘でもあるイサベル・デ・アウストリアへの贈り物になる予定だった。現在コペンハーゲン国立美術館が所蔵するクリスチャン2世の肖像画はおそらく模写であり、シトウが描いたオリジナルの肖像画は失われている。
その後シトウはコペンハーゲンからネーデルラント南部に赴き、ネーデルラント総督マルグリット・ドートリッシュに謁見している。
ネーデルラントからスペインに戻ったシトウは、アラゴン王フェルナンド2世に仕えた。1516年にフェルナンド2世が死去すると、アラゴン王も兼ねることになった、後にカール5世として神聖ローマ帝国皇帝となるスペイン王カルロス1世にも仕えている。シトウがカスティーリャ女王イサベルからの未払いの給料を取り戻そうとしてスペインに行ったのではないかとする見解もある。カール5世が退位しユステ修道院に隠棲するときに、シトウが制作した聖母マリアの木像彫刻と3枚の絵画を持っていった逸話がある。
1516年（1517年か1518年の可能性もある）にシトウはレバルへと戻った。1518年には商人の娘ドロテアと再婚し長男のミケルをもうけたが、この子供は生後まもなく死去した。その後1523年にギルドのマスターの称号を入手している。

シトウは疫病にかかり、1525年12月20日から1526年1月20日のどこかで、レバルにて病没し、遺骸は聖霊教会 (Pühavaimu kirik) の救貧院墓地に埋葬された。

## シトウの作品
ミケル・シトウの名は数百年にわたって知られていなかった。1914年に美術史家マックス・ヤーコプ・フリートレンダー (de:Max Jakob Friedländer)が、カスティーリャ女王イサベル1世の宮廷画家だった「マスター・ミケル」が、スペインのブルゴス近くで発見された『聖母子像』と『カラトラバ騎士団の騎士たち』が両翼に描かれた二連祭壇画の製作者ではないかという仮説を立てた。その後数十年かけて学者たちがスペイン、ネーデルラント、デンマークで絵画制作を行った「マスター・ミケル」の作品を調査することとなる。そして1940年にバルト・ドイツ人歴史家パウロ・ヨハンセンが、レバル出身のミケル・シトウこそが「マスター・ミケル」であるということを突き止めた。
シトウは小さな宗教絵画と肖像画をもっぱらとした画家で、ときに哀愁をおびた作風となっている。その作風は師であるハンス・メムリンクの影響で、フランス王家に仕えた芸術家ジャン・ ペレアル (en:Jean Perréal) の優美な影響もわずかながら見られる。シトウは緻密でやわらかな彩色効果を出すために半透明の絵具の何層にも塗り重ね、光線の効果と質感を描き出している。E. P. リチャードソンはシトウの絵画を「少し後の時代のファン・ダイクのような画家である。優れた宗教画家であるだけでなく、肖像画家としても極めて優れている。シトウの肖像画は当時の作品では最高のもので、生き生きとして気取っておらず、さわやかに上品で慎み深い絵画である」としている。
現在間違いなくシトウの作品であるとされている絵画はほとんどなく、シトウの作品を特定するのは非常に困難である。その生涯の記録はよく残っているにもかかわらず、確実にシトウの作品とされているのは、女王イサベルのためにフアン・デ・フランデスが中心となって描いた作品のうち、わずか2枚の非常に小さいパネル絵だけで、どちらかといえば出来が良いとはいえない絵画である。肖像画ではワシントンのナショナル・ギャラリー所蔵の、ブルゴーニュのハプスブルク宮廷に仕えたスペイン貴族ドン・ディエゴ・デ・ゲバラを描いた肖像画と、二連祭壇画を構成していた聖母子像が、まず間違いなくシトウの作品であろうと考えられている。デ・ゲバラの庶子フェリペが、シトウ作のデ・ゲバラの肖像画について言及している。
シトウ作ではないかとされている絵画にはサインも日付も入っておらず、はっきりと制作年が分かっているのはデンマーク王クリスチャン2世の肖像画だけである。現在30以上の絵画がシトウの作品ではないかと考えられているが、そのほとんどは未だに間違いなくシトウの作品であるとは特定されていない。記録に残っているシトウの多くの絵画とほとんどすべての彫刻は現存していないのである。

### シトウの作品と考えられている絵画

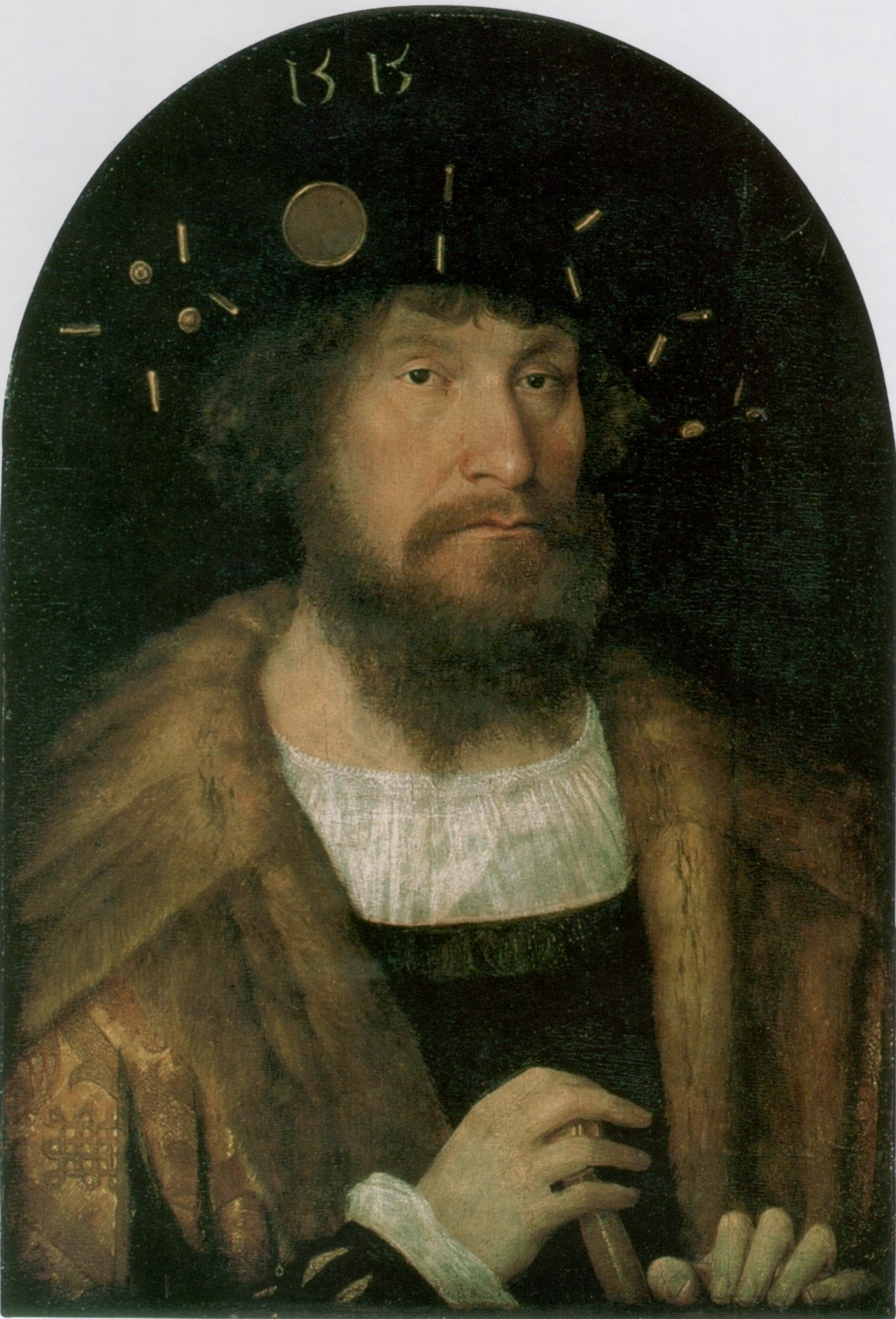
デンマーク王クリスチャン2世の肖像画（コペンハーゲン国立美術館）

- 聖母子像（二連祭壇画の左翼）、絵画館、ベルリン
- ドン・ディエゴ・デ・ゲバラの肖像（二連祭壇画の右翼）、ナショナル・ギャラリー、ワシントン
- 聖母子像、ブダペスト西洋美術館
- デンマーク王クリスチャン2世の肖像画、コペンハーゲン国立美術館
- ヘンリー7世の肖像画、ナショナル・ポートレート・ギャラリー、ロンドン
- カタリーナ・デ・アラゴンとされる肖像画、美術史美術館、ウィーン
- カタリーナ・デ・アラゴンの肖像画、デトロイト美術館
- 聖母子と聖ベルナルド、ラサロ・ガルディアーノ美術館、マドリード
- 真珠を持った男の肖像、マドリード王宮
- 十字架を背負うキリスト、プーシキン美術館、モスクワ
- 聖母戴冠、ルーヴル美術館、パリ
- 女性の肖像、ルーヴル美術館、パリ
- キリスト受難の祭壇画、聖ニコラス教会、タリン
- 男性の肖像画、マウリッツハイス美術館、ハーグ
- キリスト降誕、美術史美術館、ウィーン
- 聖母被昇天（女王イサベルの小さな祭壇画のパネル絵）、ナショナル・ギャラリー、ワシントン
- キリスト昇天（女王イサベルの小さな祭壇画のパネル絵）、個人蔵

## 文学
シトウはエストニア人作家ヤーン・クロスの小説『Neli monoloogi Püha Jüri asjus（1970年）』に主要人物として登場している。この本は法廷もので、独立国家、政治亡命者、文化的同化などの問題を扱っている。